# Éric R. Mercier
Éric Ralph Mercier, né à Québec, 3 octobre 1967, est un homme politique québécois. Il est député libéral à l'Assemblée nationale du Québec où il représente la circonscription de Charlesbourg de 2003 à 2007.

## Biographie
Il est le fils de l'ancien maire de la ville de Charlesbourg, Ralph Mercier.
Éric Ralph Mercier est titulaire d'un baccalauréat en communication et relations publiques de l'Université Laval, d'un diplôme en tourisme du Collège Mérici et d'un baccalauréat en science politique à l'Université Laval.
De 1998 à 2001, il suit plusieurs entraînements et formations militaires. 
Avant de se lancer dans une carrière militaire, Éric R. Mercier est chargé de projet aux relations publiques chez le Groupe Mallette Maheux & Arthur Andersen en 1996. Il devient ensuite officier de carrière de la Marine au sein des Forces canadiennes à compter de 1998, notamment sur le NCSM Oriole en 1998 et le NCSM Ottawa en 1999 et en 2000. 
Il travaille par la suite à la base navale Côte-Ouest où il est officier de liaison et assistant administratif de 1999 à 2000, puis officier attaché aux communications publiques au quartier général de la Réserve navale en 2000 et en 2001. Il est ensuite officier divisionnaire au département de l'instruction à l'Unité navale NCSM Montcalm à Québec en 2002 et en 2003. 
Après sa carrière militaire, il devient directeur adjoint et directeur des communications au cabinet du chef de l'opposition officielle de la Ville de Québec en 2002 et en 2003.

### Carrière politique
En 2003, il est élu député libéral dans Charlesbourg. Il est défait en 2007. Après sa défaite, il devient directeur de cabinet adjoint du ministre de la Sécurité publique et de la Justice, Jacques P. Dupuis, de juin à août 2007. Il est ensuite directeur de cabinet du whip en chef du gouvernement de 2007 à 2009.
De 2009 à 2013, il est conseiller à la Délégation générale du Québec à Mexico, puis délégué général de 2014 à 2017.
Il est élu conseiller municipal en 2021 à Québec et devient ensuite chef du parti municipal Québec 21 jusqu'au 8 novembre 2022.

## Distinctions et prix
En 2009, il est récipiendaire de la médaille de l'Assemblée nationale.